# Habsburg–Toscanai Ferenc Károly Szalvátor főherceg
Habsburg–Toscanai Ferenc Károly Szalvátor főherceg (Franz Karl Salvator Marie Joseph Ignaz von Österreich-Toscana) (Lichtenegg, 1893. február 17. – Wallsee-Sindelburg, 1918. december 10.), a Habsburg–Lotaringiai-ház toszkánai ágából származó osztrák főherceg, magyar és cseh királyi herceg, I. Ferenc József és Erzsébet királyné unokája, cs.és kir. utászkapitány.

## Élete

### Származása, testvérei
Édesapja  Ferenc Szalvátor főherceg (1866–1939) volt, Toszkána címzetes hercege, II. Lipót toszkánai nagyherceg és a Bourbon-házból való Mária Antónia nápolyi-szicíliai királyi hercegnő (1814–1898) fia.
Édesanyja Mária Valéria főhercegnő (1868–1924) volt, I. Ferenc József osztrák császár, magyar és cseh király és Erzsébet császárné és királyné legfiatalabb leánya.
Tíz testvér között Ferenc Károly Szalvátor volt a második, a fiúk közül a legidősebb.
- Erzsébet Franciska főhercegnő (1892–1930), aki Georg von Waldburg zu Zeil und Trauchburg gróf első felesége lett.
- Ferenc Károly Szalvátor főherceg (1893–1918), cs. és kir. utászkapitány.
- Hubert Szalvátor főherceg (1894–1971), aki Rosemary von Salm-Salm hercegnőt, Emanuel von Salm-Salm főherceg leányát vette feleségül. Katonaként harcolt az első világháborúban, 1917-ben utazást tett keleten, az Oszmán Birodalomban, majd 1919-ben elfogadta a Habsburg-törvényt és lemondott trónigényéről.
- Hedvig főhercegnő (1896–1970), aki Bernhard von Stolberg-Stolberg grófhoz ment feleségül.
- Tivadar (Theodor) Szalvátor (1899–1978) főherceg, aki Maria Theresa von Waldburg zu Zeil und Trauchburg grófnőt vette feleségül.
- Gertrúd főhercegnő (1900–1942), aki Georg von Waldburg zu Zeil und Trauchburg gróf második felesége lett nővérének, Erzsébet Franciskának 1930-ban bekövetkezett halála után.
- Mária Erzsébet főhercegnő (1901-1936).
- Kelemen (Clemens) Szalvátor főherceg (1904–1979), aki Elisabeth Rességuier de Miremont francia grófnőt vette feleségül; később megkapta az Altenburg hercege címet.
- Matild főhercegnő (1906–1991), aki Ernst Hefelhez ment feleségül.
- Ágnes főhercegnő (*/† 1911) születésekor meghalt.

### Pályafutása
1915-ben hadnagyként végzett a hainburgi katonaiskolában. Ugyanebben az évben, nagykorúsága elérésekor az Aranygyapjas rend lovagjává avatták. Az első világháború éveiben harcolt a montenegrói fronton, Oroszországban és Romániában. Szerbia megszállása után, 1916-ban egységével részt vett a belgrádi Duna-híd újjáépítésében. Utászkapitánnyá léptették elő. Megérte a háború végét és az Osztrák–Magyar Monarchia széthullását. Spanyolnáthában megbetegedett, és 1918. december 10-én (egyes források szerint 11-én) az alsó-ausztriai Wallsee-Sindelburgban, szüleinek kastélyában meghalt. A község temetőjében, a Habsburg család sírboltjában nyugszik.